# Громобой (фильм, 1995)
«Громобой» (кит. 霹靂火, яп. デッドヒート, англ. Thunderbolt) — фильм режиссёра Гордона Чана в жанре боевика, выпущенный в Гонконге в 1995 году. Главную роль исполняет Джеки Чан.
Фильм — многоязычный: персонажи говорят на китайском, английском и японском языках.

## Сюжет
Примечание: в американской версии фильма имя главного героя изменено с «Чан Фу То» на «Альфред Танг».
Действие фильма происходит в мире автомобильных гонок. Механик и по совместительству гонщик Чань Фоим помогает полиции задержать опасного преступника Кугара, участвуя в автомобильной погоне. Через некоторое время преступник выходит на свободу и мстит Фоиму, похищая его двух младших сестёр и полностью разрушая его жилище. Фоим может освободить их, только участвуя в гонке с Кугаром.
Герой фильма выступает в гонках на автомобиле Mitsubishi 3000GT.

## В ролях
| Актёр         | Роль                   |
| ------------- | ---------------------- |
| Джеки Чан     | Чань Фоим              |
| Анита Юань    | Эми                    |
| Майкл Вон     | Стив Кэннон            |
| Дайо Вон      | Лам                    |
| Торстен Никел | Уорнер «Кугар» Каугман |
| Кен Ло        | Конг                   |
| Чу Юань       | дядя Тун               |
| Дэйзи Ву      | сестра Фоима           |
| Энни Мань     | сестра Фоима           |
| Каяма Юдзо    | Мираками               |
| Эгуро Мари    | дочь босса гонок       |
| Кенья Савада  | Со                     |
| Дайо Вон      | мистер Лам             |

## Производство
Съемки проходили на нескольких гоночных трассах, в их числе Sendai Hi-Land Raceway в Японии и Shah Alam Circuit в Малайзии. По оценке еженедельника «Variety» бюджет фильма составил почти 30 миллионов долларов.

## Критика
Алексей Копцев увидел в фильме две части: первая состоит из будничных разговоров и вялого действия, зато вторая — это гонки, кунг-фу и новые трюки, плюс улыбка Джеки Чана. Также критик назвал этот фильм первым, в котором Джеки Чану действительно больно: льётся кровь, трещат кости. Не оставил обозреватель без внимания и очень качественные и красивые съёмки автомобильных гонок. Из минусов, Копцев отметил раздражающую игру некоторых актёров (в частности, главного злодея) и сценарий, который не блещет оригинальностью, но, по мнению критика, это просто дань традиции гонконгского кино: честный, но бедный протагонист, карикатурный европеец, финальная схватка между героями и наивная любовь на сладкое.
Михаил Иванов в аннотации к фильму написал: «Как и во всех фильмах с участием Джеки Чана, в этом много комедийных ситуаций и виньеток. Трюки поставлены Саммо Хуном, и вас ждут потрясающе снятые автогонки, перестрелки и рукопашные поединки. Сам Джеки Чан и фильмы с его участием в рекламе не нуждаются. У него много поклонников и в нашей стране».
Мэтт Папрокки на сайте «Blogcritics DVD Review» отметил достаточно банальные трюки, а также всё те же типичные джекичановские динамичные и привлекательные бои. Винс Лео, обозреватель сайта «Qwipster’s Movie Reviews», поставил фильму 2 звезды их 5 возможных, написав, что «Громобой» — по большей части, угрюмый и глупый боевик с автомобилями, который не на многих произведёт впечатление. Разочаруются даже те, кто настроится лишь на кунг-фу и автогонки.
На «The Film Fiend» выявили рецепт успеха этого фильма: «Джеки Чан + качественные бои + великолепный саундтрек». Рецензент сайта «Eastern Lens review» написал следующее: «Фильм содержит две блестящие боевые сцены, но и один из худших сценариев среди всех фильмов, в которых принимал участие Джеки Чан». Также автор статьи советует включить быструю перемотку до середины фильма. Райан Гэмбл и вовсе поставил картине всего одну звезду. Он не рекомендует фильм к просмотру, назвав его не самым лучшим фильмом Джеки Чана и не найдя ни одного положительного момента. Рецензент отметил, что Чан выглядит плохо в серьёзной драматической роли, а трюки слишком банальные и не добавляют фильму веселья.
На сайте «Film Guru» считают, что фильм станет отличным подарком для любого поклонника Джеки Чана, так как в этой ленте его можно увидеть в роли гонщика и в нескольких превосходных боевых сценах. Иннер Стрент ставит фильму оценку 2/5 и не рекомендует к просмотру, охарактеризовав фильм одним единственным словом — «беспорядок», отметив нелепые, искусственно ускоренные автогонки, а также назвав эту работу очередной ошибкой Джеки Чана.

## Номинации и награды
- Золотая лошадь (1995)

- Премия за лучшую постановку боевых сцен (Кори Юэнь)

- 15-я Гонконгская кинопремия (1996)

- Номинация на премию за лучшую хореографию боевых сцен